# NGC 1009
NGC 1009 é uma galáxia espiral (Sb) localizada na direcção da constelação de Cetus. Possui uma declinação de +02° 18' 36" e uma ascensão recta de 2 horas, 38 minutos e 18,9 segundos.
A galáxia NGC 1009 foi descoberta em 1 de Janeiro de 1886 por Edward D. Swift.